# Herrington, England
Herrington var en civil parish från 1946 till 1967 då den blev en del av Sunderland och Houghton-le-Spring, i grevskapet Durham (nu Tyne and Wear), i England. Denna civil parish hade 2 153 invånare år 1961.